# Маллин (коммуна)
Маллин (нем. Mallin) — община в Германии, в земле Мекленбург-Передняя Померания.
Входит в состав района Мюриц. Подчиняется управлению Пенцлинер Ланд.  Население составляет 373 человека (на 31 декабря 2010 года). Занимает площадь 10,63 км².